# دوالیا
دوالیا (نام علمی: Duvalia) نام یک سرده از زیرخانواده استبرق است.